# Pinney's Beach
Pinney's Beach är en strand i Saint Kitts och Nevis strax norr om Charlestown på ön Nevis. Den ligger i parishen Saint Thomas Lowland, i den sydöstra delen av landet, 19 km sydost om huvudstaden Basseterre. 